# Шампанізація
Шампанізація — процес насичення вина природним вуглекислим газом. Пов'язаний з біохімічними та фізико-хімічними перетвореннями, які проходять в вині як в період вторинного бродіння, так і при подальшій витримці шампанізуючого вина на дріжджях. При шампанізації формується характерний смак, букет, ігристі і пінисті властивості шампанського.

## Вторинне бродіння
Вторинне бродіння проходить в герметичних умовах при підвищеному тиску CO2 в середовищі з відносно високим початковим вмістом спирту і низьким окисно-відновним потенціалом. Діоксид вуглецю, який утворюється при шампанізації, залишається в середовищі і його концентрація до кінця процесу прямує до 8-10 мг/дм3. Згідно з теорією Г. Г. Агабальянца , діоксид виуглецю в шампанському перебуває в газоподібному, розчиненому і зв'язному станах: CO2(газ)+ ±CO2(розчин) — RCO2, де RCO2 — різні форми зв'язного діоксиду вуглецю.
Ці форми здатні повільно руйнуватись після зниження тиску CO2 над вином і виділяти газоподібний CO2 у вигляді маленьких бульбашок, забезпечуючи хорошу ігристість вина. При вторинному бродінні дріжджі асимілюють більшість амінокислот, в вині також зменшується вміст оксокислот, винної, яблучної, оцтової, бурштинової кислот, збільшується вміст молочної.

## Зміна фізико-хімічних властивостей вина
Після закінчення вторинного бродіння дріжджові клітини проходять етап голодування, потім відмирають і піддаються автолізу. Ферменти, які знаходяться всередині цих клітин, активуються, в результаті чого проходить гідроліз білків і руйнуються субклітинні структури. Дріжджі виділяють в вино амінокислоти: аланін, гліцин, глутамінову кислоту, треонін тощо. У вині збільшується вміст ергостерину, утворюються ліпіди, маннан та інші речовини, які формують букет і смак шампанського; накопичуються редуктони(глутатіон, цистеїн та інші), які стимулюють відновлювальні біохімічні процеси. При цьому знижуються ОВ-потенціал, склад альдегідів, хінонів, окислених речовин. При шампанізації також змінюються фізико-хімічні властивості вина: збільшується концентрація поверхнево-активних речовин, стійкість піни, супротив вина виділенню CO2, покращується піноутворювальна здатність вина.

## Методи шампанізації
Шампанізацію вина здійснюють пляшковим або резервуарним методом. Пляшковий метод шампанізації гарантує високу якість продукта, біохімічні процеси проходять повільно і загальна тривалість виробничого циклу становить близько трьох років. Резервуарний метод може бути періодичним і неперервним. Останній забезпечує високу якість шампанського при значному прискоренні шампанізації.